# Barrage de Montsalvens
Le barrage de Montsalvens est un barrage hydroélectrique situé en Suisse dans le canton de Fribourg.

## Particularités

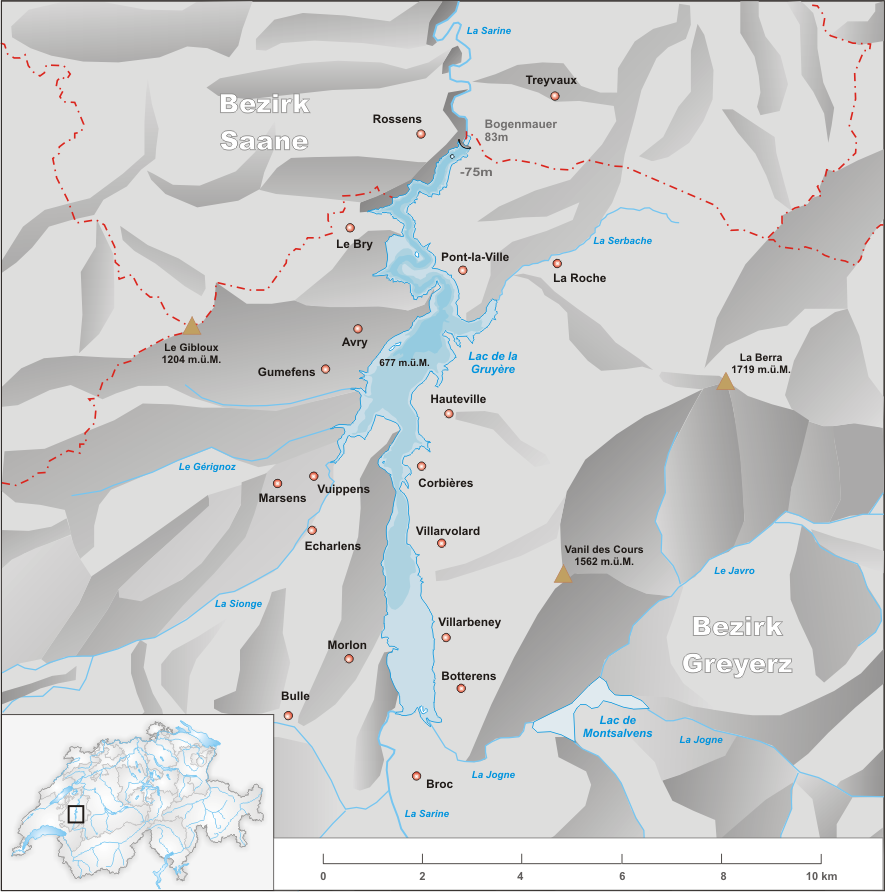
Localisation du lac de Montsavens au sud-est du lac de la Gruyère.

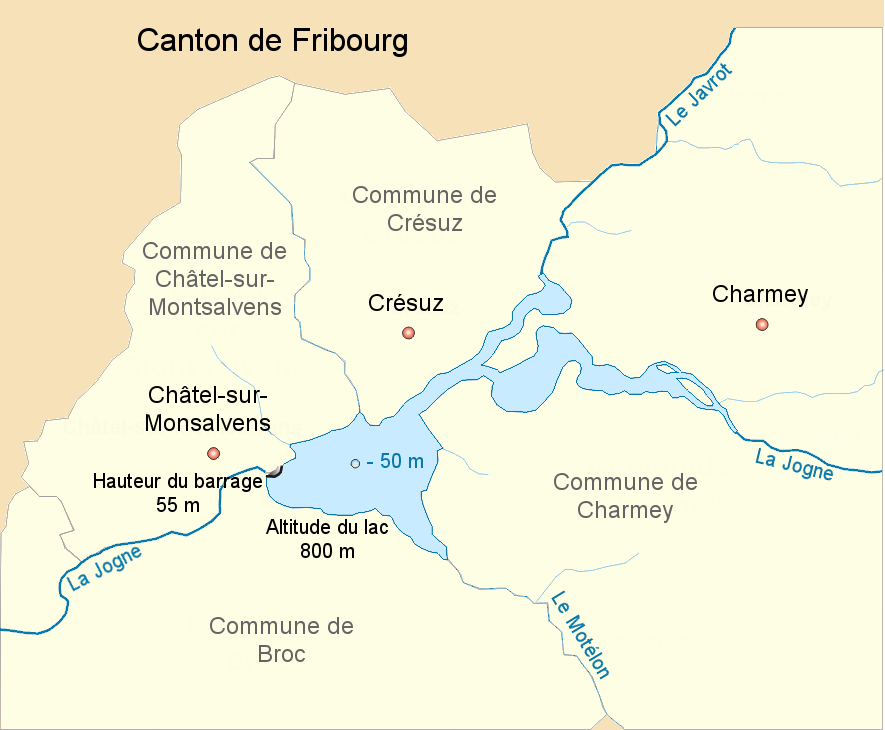
Le Lac de Monstasalvens sur la Jogne.

Le barrage de Montsalvens a été le premier barrage voûte européen à double courbure (horizontale et verticale). Sa construction a été planifiée et proposée par le professeur Jean Landry de Lausanne et par l'ingénieur H.E. Gruner de Bâle, alors responsable de la centrale électrique de Broc. Alfred Stucky a perfectionné les méthodes de calcul des barrages voûtes à l'occasion de la construction de ce barrage. Le projet, approuvé par le Grand Conseil dans sa séance du 17 au 18 mai 1918 a démarré en 1920 et a été terminé l'année suivante. Planifié pour un coût de 11 millions de francs, il coûtera finalement plus de 21 millions à la réalisation, ce qui causera d'importants problèmes de trésorerie aux Entreprises Électriques Fribourgeoises (EEF).

## Centrale électrique
| Chute brute :         | 96,2 - 122 m       |                    |
| 5 turbines Francis :  | 5 × 5 500 kW       | 5 m3/s, 500 tr/min |
| 5 alternateurs :      | 4 × 5 400 kVA      | 8,6 kV             |
|                       | 1 × 7 500 kVA      | 8.6 kV             |
| Puissance totale :    | 29 100 kVA         |                    |
| Production annuelle : | 66 millions de kWh |                    |

## Sources
- Barrage de Montsalvens sur Structurae.